# Trichodesma marsabiticum
Trichodesma marsabiticum är en strävbladig växtart som beskrevs av R.K. Brummitt. Trichodesma marsabiticum ingår i släktet Trichodesma och familjen strävbladiga växter. Inga underarter finns listade i Catalogue of Life.